# Je suis Karl
Je suis Karl ist ein Filmdrama von Regisseur Christian Schwochow nach einem Drehbuch von Thomas Wendrich. Es handelt von einer jungen Frau, deren Familie in Berlin Opfer eines Terroranschlags wird und die sich in den charismatischen Anführer einer europaweiten rechtsgerichteten Revolution verliebt. Der Film feierte im Juni 2021 bei den Internationalen Filmfestspielen Berlin seine Premiere und kam am 16. September 2021 in die deutschen Kinos. Die Hauptrollen spielen Luna Wedler, Jannis Niewöhner und Milan Peschel.

## Handlung
Die junge Maxi Baier kehrt mit dem Bus aus Frankreich zurück nach Berlin. Gerne wäre sie länger dort bei ihrer Großmutter geblieben. Ihr Vater Alex holt sie vom ZOB ab. Zu Hause erwarten sie ihre Mutter Inès und ihre beiden noch kleinen Brüder, die Zwillinge Hans und Franz.
Als Alex später noch einmal das Haus verlässt, nimmt er bei seiner Rückkehr ein Paket für die Nachbarin Frau Papke an und stellt es in seine Wohnung. Als er dann nochmals nach unten geht, kommt es zu einer gewaltigen Explosion. Seine Frau und die beiden Jungen kommen dabei ums Leben. Im Krankenhaus berichtet er zwei Beamtinnen von dem Paket. Alex dachte, auch Maxi sei zu Hause gewesen, als es zu der Explosion kam, doch seine Tochter kommt plötzlich ins Zimmer.
Zur Beerdigung ist auch die Großmutter aus Frankreich angereist. Die Presse vermutet, dass islamistische Terroristen hinter dem Anschlag stecken. Maxi beginnt, alle jungen, arabisch wirkenden Männer, denen sie begegnet, mit anderen Augen zu sehen. Als sich Maxi das zerstörte Haus anschauen will, wird sie von Reportern bedrängt und flüchtet in einen Klamottenladen. Dort erkennt ein junger Mann ihre missliche Lage und bietet ihr seine Jacke als Tarnung für den weiteren Weg und sich selbst als Deckung an. Ihr Retter stellt sich ihr als Karl vor. Sie trinken zusammen einen Kaffee und er zeigt sich im Gespräch sehr einfühlsam für ihre Situation. Karl erzählt ihr, am nächsten Tag nach Prag zu einer Sommerakademie fahren zu wollen, bei der Studenten aus ganz Europa zusammenkommen. Er lädt Maxi dazu ein, weil es gut für sie sei, unter Menschen zu kommen, die sie nicht kennen.
Weil Maxi ihren Vater kaum erträgt, der langsam durchzudrehen droht, will sie weg, nach Paris oder woanders hin. So meldet sie sich schließlich für die drei Tage im September bei der Sommerakademie an und fährt wenige Tage später nach Prag. Während der Begrüßungsveranstaltung steht Karl oben auf der Bühne. Er ist für eine Gruppe namens re/Generation europe vor Ort. Karl lässt seine Rede mit einer Schweigeminute für die Opfer des Terroranschlags in Berlin beginnen und schwört die Masse auf eine sichere Gesellschaft in Europa ein, ohne Platz für solche Täter.
In einem Flashback stellt sich allerdings heraus, dass Karl selber der Postbote war, der Alex das Paket überreichte und den Anschlag auslöste.
Freudig und überrascht wirkend, begrüßt er Maxi und stellt ihr seine Freunde vor, die tschechische Sängerin Jitka und den Österreicher Pankraz aus Wien.
Maxi, die nichts davon ahnt, dass Karl höchstpersönlich für den Anschlag verantwortlich war, ist fasziniert von ihm und begleitet ihn auf weitere internationale Treffen von dessen re/Generation. Auf der Reise dorthin plant Karl mit seinen Freunden weitere Anschläge, diesmal aber mit mehr Opfern, um einen stärkeren Eindruck bei der Bevölkerung zu hinterlassen. Der Anschlag in Berlin habe die Europäer noch zu wenig aufgerüttelt.
Die Bewegung hat auch Kontakt zu Odile Duval, einer rechten französischen Politikerin. Gemeinsam mit Karl und seinen Freunden fährt Maxi zu einem Referendum über die Wiedereinführung der Todesstrafe.
Ihr Vater Alex versucht unterdessen, sie zu erreichen, doch Maxi ignoriert seine Anrufe, lässt ihn aber wissen, er müsse sich keine Sorgen machen. Er nimmt Kontakt zu Yusuf, einem alten Bekannten, dem Maxis Eltern in Ungarn zur Flucht nach Deutschland verholfen hatten, auf. Als dieser Maxis Vater besucht, gelingt es ihm, sie am Telefon zu erreichen. Dabei erzählt sie ihm von ihrem derzeitigen Aufenthalt in Straßburg.
Maxi entscheidet sich währenddessen, auf dem Treffen mit Duval eine Rede zu halten und ihre Geschichte zu erzählen. Die Aufnahme davon findet in den sozialen Medien rasch Verbreitung und erhält sehr viele Aufrufe.
Auf einer Party plant Karl mit seinen engsten Mitstreitern den letzten Coup: Ein hohes Mitglied von re/Generation soll in der Öffentlichkeit von einem anderen erschossen werden, um die Bewegung vollständig zu instrumentalisieren und so eine Revolution zu starten.
Nach dem Referendum mit Duval geht die Gesellschaft zum Feiern des gelungenen Auftritts in ein Restaurant.
Später am Abend erscheint dort Alex und re/Generation zeigt ihm Maxis Rede. Er ist erschrocken, wie sich Maxi für deren Zwecke einspannen hat lassen und will sie überzeugen, mit ihm zurück nach Deutschland zu kommen, Maxi will jedoch nicht und meint, dass sie seit dem Anschlag täglich mit Angst leben muss und die Sache daher richtig findet.
Währenddessen gibt Karl einem seiner Freunde ein Zeichen und er geht nach draußen, um einen Livestream über die Ereignisse zu halten. Er wird wie geplant erschossen und europaweit bricht daraufhin unter dem Namen ,Je suis Karl‘ eine Revolution aus, bei der ganze Straßenzüge verwüstet und außereuropäische Zuwanderer attackiert werden. Maxi und ihr Vater fliehen gemeinsam mit dem ebenfalls mitgekommenen Yusuf in einen Abwasserkanal und versuchen, dem Zentrum der Unruhen in Straßburg zu entkommen.

## Produktion

### Filmstab und Förderung
Der Filmtitel Je suis Karl ist ein Anspielung auf den Schlachtruf und die Solidaritätsbekundung, mit der Mitarbeiter der französischen Satirezeitschrift Charlie Hebdo (Je suis Charlie) auf den 2015 verübten islamistischen Anschlag reagierten.  Regie führte Christian Schwochow. Das Drehbuch schrieb Thomas Wendrich.
Der Film erhielt von der Beauftragten der Bundesregierung für Kultur und Medien eine Produktionsförderung von 500.000 Euro, vom Deutschen Filmförderfonds 880.000 Euro und vom Medienboard Berlin-Brandenburg 300.000 Euro. Die Filmförderungsanstalt beteiligte sich mit insgesamt rund einer Million Euro, die Film- und Medienstiftung NRW mit rund 1,2 Millionen Euro.

### Besetzung und Dreharbeiten
Jannis Niewöhner spielt in der Titelrolle den Karl. Schwochow hatte bei der Entwicklung der Figur absichtlich die Biografie weggelassen, um die Zuschauer dazu zu bringen, sich zu fragen, wie das alles mit dem Bild zusammenpasst, das sie von Radikalen haben. Er wollte so auch keine psychologische Erklärung für sein Verhalten liefern, die mit seinen Erfahrungen in seinem bisherigen Leben begründet wird. Die Schweizerin Luna Wedler übernahm die Rolle von Maxi. Milan Peschel spielt ihren Vater Alex. In weiteren Rollen sind Marlon Boess, Aziz Dyab, Mélanie Fouché, Ruzica Hajdari, Therese Hämer, Johann-Christof Laubisch und Vanessa Loibl zu sehen.

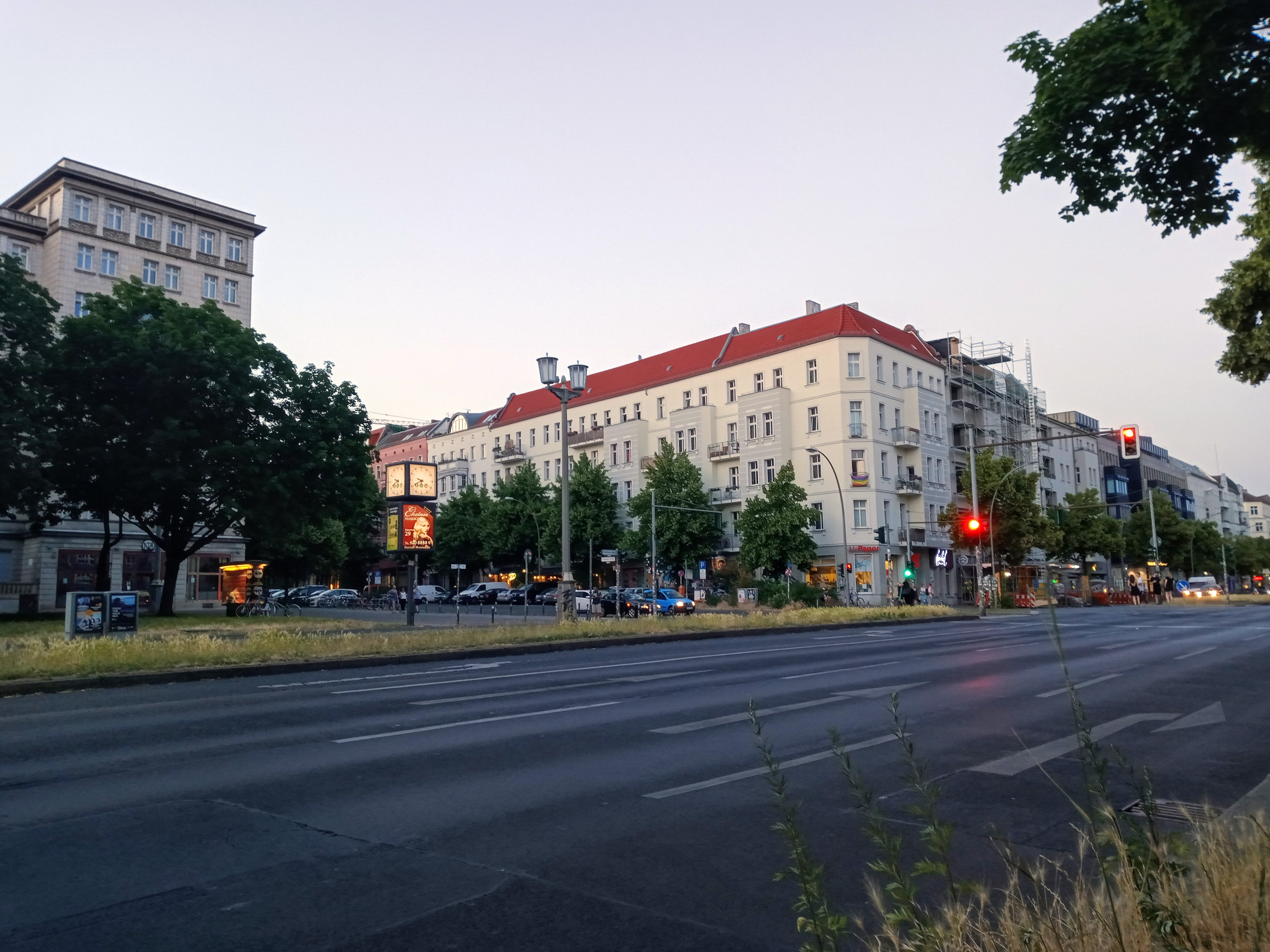
Einer der Drehorte: Berlin-Friedrichshain, Frankfurter Allee Ecke Proskauer Straße

Über seine Rolle des Verführers aus der rechten Szene, der rhetorisch sehr begabt ist, Leute für sich zu gewinnen, und eine friedfertige Ausstrahlung hat, sagte Niewöhner: „Und das ist das Gefährliche. Man lässt sich von der äußeren Erscheinung dieses Menschen verführen. Darum geht’s im Film. […] Es ist schwer geworden, hinter dieser friedvollen Hülle die eigentlichen Absichten einer menschenfeindlichen Politik zu erkennen.“
Gedreht wurde ab Herbstanfang 2019 in Köln. Weitere Aufnahmen entstanden in Berlin-Friedrichshain in der Thaerstraße und ihrer Umgebung und auf der Frankfurter Allee, Ecke Proskauer Straße. Anfang Dezember 2019 wurden die Dreharbeiten beendet. Als Kameramann fungierte Frank Lamm. Einige im Film zu sehende Aufnahmen stammen aus dem Archiv, zum Beispiel Bilder von Ausschreitungen in Madrid und einer Demonstration von Neonazis in Stockholm.

### Filmmusik und Veröffentlichung
Die Filmmusik komponierten Tom Hodge und Tomáš Dvořák. Der Film verwendet zudem Musik von Floex und Songs von Max Rieger, so All diese Gewalt, auch Karl’s Song genannt. Des Weiteren zu hören sind Everything must Change von The Command und À la guerre und nouveux Flux von Rapper Yung H4T3, von Johann-Christof Laubisch gespielt, im Film während einer Party zu hören. Zudem singt Anna Fialová in ihrer Rolle von Jitka Never too late und Samota. Yusuf singt im Film auf Arabisch Für die Nachbarskinder von Aziz Dyab. Das Soundtrack-Album mit 14 Musikstücken von Hodge und Floex wurde im September 2021 von Minority Records als Download veröffentlicht.
Die Premiere erfolgte am 19. Juni 2021 beim Open Air stattfindenden Berlinale Summer Special. Die Premiere fand in Anwesenheit von Thomas Wendrich, Christian Schwochow, Jannis Niewöhner, Luna Wedler und Milan Peschel statt. Im August 2021 feierte der Film beim Filmfestival Kitzbühel seine Österreich-Premiere. Der Kinostart in Deutschland erfolgte am 16. September 2021 im Verleih von Pandora. Schwochow wollte den deutschen Kinostart rund um den Jahrestag der Terroranschläge von 11. September und im Vorfeld der Bundestagswahl platzieren. Je suis Karl wurde im Jahr 2023 im Rahmen der SchulKinoWochen in Bayern vorgestellt.

## Rezeption

### Einsatz im Unterricht
Das Onlineportal kinofenster.de empfiehlt Je suis Karl ab der 9. Klasse für die Unterrichtsfächer Deutsch, Politik, Sozialkunde, Geschichte und Ethik und bietet Materialien zum Film für den Unterricht. Dort heißt es, re/Generation gebe sich als paneuropäisches Netzwerk einen jugendaffinen Anstrich, indem es geschickt moderne Kommunikationsmittel und Formate der Event-Kultur und Influencer-Szene nutzt, um seine wahren Ziele zu kaschieren. Hier könnten Schülerinnen und Schüler eine Analyse der Methoden der Organisation mit einem Austausch eigener Erfahrungen in den Sozialen Medien verknüpfen. Zugleich liege es nahe, im Geschichtsunterricht Vergleiche zu den Erscheinungsbildern früherer Rechtsparteien zu ziehen. Ausgehend vom Filmtitel könnten die Schülerinnen und Schüler im Fach Politik erörtern, wie politische Aktivisten Symbole und Parolen erfinden oder für ihre Zwecke umdeuten.
Der fluter – Magazin der Bundeszentrale für politische Bildung schreibt zu dem Thema, in vielen europäischen Ländern würden rechtsextreme Gruppierungen an Popularität gewinnen, auch bei jungen Menschen. Federführend sei dabei die „Identitäre Bewegung“, die sich gerne hip und modern präsentiert. Genau daran erinnere auch die „Summer Academy“ in Je suis Karl. Der Film zeige, wie schnell Trauer, Wut oder Angst Menschen dazu bringen können, sich gänzlich von ihren eigentlichen Idealen abzuwenden, und die potenzielle Gefahr, die für demokratische Gesellschaften von einer europaweit vernetzten, strategisch klugen und manipulativen rechtsextremen Bewegung ausgeht. Auch wenn das im Film an manchen Stellen etwas zu dick aufgetragen wirke, brauche es andererseits vielleicht gerade diese Überzeichnung, damit die Botschaft ankommt, was sie auch tue: „Je suis Karl ist ein Film, der einen sprachlos und mit dem unguten Gefühl zurücklässt, dass das alles nicht so weit weg ist von der Realität.“
Auf der vom österreichischen Filmverleih Filmladen initiierten Website „Kino macht Schule“, die sich an Lehrerinnen und Lehrer richtet, die mit dem Medium Film im Unterricht vertiefend arbeiten wollen, werden Materialien und Bilder für Schulzwecke als Download angeboten.
Im Herbst 2021 wird der Film im Rahmen der SchulKinoWochen gezeigt, unter anderem in Berlin.
Von der Deutschen Film- und Medienbewertung wurde Je suis Karl mit dem Prädikat Besonders wertvoll versehen. Auch von der FBW-Jugend-Filmjury erhielt der Film eine Empfehlung.

### Auszeichnungen
Von den Produzenten wurde Je suis Karl für die Auswahl des deutschen Beitrags für die Oscarverleihung 2022 eingereicht. Im Folgenden weitere Nominierungen und Auszeichnungen.
Deutscher Filmpreis 2021
- Nominierung als Bester Spielfilm
- Nominierung für die Beste weibliche Hauptrolle (Luna Wedler)
- Nominierung für die Beste männliche Hauptrolle (Jannis Niewöhner)
- Nominierung für die Beste männliche Nebenrolle (Milan Peschel)

Festival des deutschen Films 2021
- Nominierung für den Filmkunstpreis
- Nominierung für den Rheingold-Publikumspreis[20]

Filmkunstfest Mecklenburg-Vorpommern 2021
- Auszeichnung mit dem Nachwuchspreis für die Beste darstellerische Leistung (Luna Wedler)
- Auszeichnung mit dem Preis für die Beste Musik und Tongestaltung[21]

Fünf Seen Filmfestival 2021
- Nominierung für den Publikumspreis (Christian Schwochow)[22]

Günter-Rohrbach-Filmpreis 2021
- Auszeichnung mit dem Preis des Saarländischen Rundfunks (Jannis Niewöhner)
- Aufnahme in die Finalisten[23]

### Presse
Hannah Pilarczyk veröffentlichte im Spiegel eine vernichtende Kritik, die den Film als „ins Lächerliche überzeichnet“ bezeichnet und in Bezug auf die Eindimensionalität des Charakters Karl die Frage aufwirft, ob man den Zuschauern wirklich so dumm kommen müsse. Simon Rayß bezeichnete den Film im Tagesspiegel als "diffus und didaktisch", denn die "Inszenierung von rechten Thesen passt ausgezeichnet in eine Doppelstunde. Und ist genau deswegen auch so problematisch."